# Aaron Cole
Aaron Tyrese Cole  (Bristol, 28 de febrero de 1999) es un artista y compositor estadounidense de hip hop cristiano. Comenzó su carrera a la edad de cuatro años. Firmó con Gotee Records, sello discográfico fundado por el artista de hip hop cristiano TobyMac. Cole es conocido por sus canciones «Right on Time» y «One More Day».

## Carrera musical
Cole comenzó su carrera a la edad de cuatro años. Un día, su padre le escribió una canción llamada «Jesus is the Rock». También fue el título de su primer CD, lanzado en julio de 2003. A lo largo de su carrera, cerró la brecha entre el rap y el canto. Desde entonces, ha lanzado un total de seis proyectos independientes. Ha aparecido en canciones de Hollyn y DJ Maj. En 2016, Cole fue incluido en el primer medio de comunicación de Christian Hip Hop, Rapzilla's Freshman Class, y la revista Essence lo destacó como uno de los 16 artistas de gospel a seguir. Cole firmó con Gotee Records en 2017.

## Discografía

### Álbumes
- Jesus Is the Rock (2003)
- 4th Period (2012)
- Not By Chance (2019)
- Two Up Two Down (2021)

### EP
- Fifteen Is the New XV (2014)
- If I Can Be Honest (2016)
- Virginia Boy (2018)
- The Other Side (2018)
- AOTY (2020)
- Only U Forever (2020)
- 4 (2020)

### Sencillos
| Año                                                                               | Sencillo                                               | Posiciones | Posiciones     | Álbum                  |
| Año                                                                               | Sencillo                                               | US Christ  | US Christ Air. | Álbum                  |
| --------------------------------------------------------------------------------- | ------------------------------------------------------ | ---------- | -------------- | ---------------------- |
| 2014                                                                              | "15"                                                   | —          | —              | Fifteen is the New XV  |
| 2017                                                                              | "Facts"                                                | —          | —              | Sencillos sin álbumes  |
| 2017                                                                              | "Y.C.H.M.B."                                           | —          | —              | Sencillos sin álbumes  |
| 2017                                                                              | "Right on Time" (featuring TobyMac)                    | 28         | 27             | Sencillos sin álbumes  |
| 2017                                                                              | "Time Square"                                          | —          | —              | Sencillos sin álbumes  |
| 2018                                                                              | "One More Day"                                         | 34         | 22             | Virginia Boy           |
| 2018                                                                              | "Off My Back"                                          | —          | —              | Cole Season (Playlist) |
| 2018                                                                              | "Motions"                                              | —          | —              | Cole Season (Playlist) |
| 2018                                                                              | "Down Like That" (featuring Koryn Hawthorne)           | —          | —              | Cole Season (Playlist) |
| 2018                                                                              | "Yo Handz" (featuring Caleb Cruise)                    | —          | —              | Cole Season (Playlist) |
| 2018                                                                              | "Exclusive"                                            | —          | —              | Cole Season (Playlist) |
| 2018                                                                              | "Promised Land"                                        | —          | —              | Cole Season (Playlist) |
| 2018                                                                              | "Mama Said"                                            | —          | —              | Cole Season (Playlist) |
| 2018                                                                              | "Making History"                                       | —          | —              | Cole Season (Playlist) |
| 2018                                                                              | "Patient With Me"                                      | —          | —              | Cole Season (Playlist) |
| 2018                                                                              | "Greed Money Power" (featuring Derek Minor and Beleaf) | —          | —              | Cole Season (Playlist) |
| 2019                                                                              | "Fasho"                                                | —          | —              | Not By Chance          |
| 2019                                                                              | "There for Me"                                         | —          | —              | Not By Chance          |
| 2020                                                                              | "Only U" (with Terrian)                                | —          | —              | Two Up Two Down        |
| 2021                                                                              | "Like You" (with Tauren Wells and TobyMac)             | —          | —              | Two Up Two Down        |
| 2021                                                                              | "Miracle"                                              | —          | —              | Two Up Two Down        |
| 2021                                                                              | "Above Me" (featuring Parris Chariz)                   | —          | —              | Two Up Two Down        |
| 2021                                                                              | "Leave Me" (featuring J. Moss)                         | —          | —              | Two Up Two Down        |
| 2021                                                                              | "Front Row"                                            | —          | —              | Two Up Two Down        |
| "—" denotes a recording that did not chart or was not released in that territory. |                                                        |            |                |                        |

### Otras canciones
| Año  | Sencillo                           | Posiciones | Álbum        |
| Año  | Sencillo                           | US Christ  | Álbum        |
| ---- | ---------------------------------- | ---------- | ------------ |
| 2018 | "Starts With Me" (junto a TobyMac) | 36         | The Elements |

## Premios

### Premios GMA Dove
- 2019: Aaron Cole - Nuevo artista del año[7]